# Antonio Caldara
Antonio Caldara (Veneza, 1670 — Viena, 28 de dezembro de 1736) foi um compositor italiano do período barroco, conhecido como compositor de óperas, cantatas e oratórios. Várias das suas obras têm libretto de Metastasio. 
Caldara nasceu em Veneza em data desconhecida, numa família de músicos. Seu primeiro professor foi seu pai, Giuseppe, que foi violinista. Aos onze anos, estudou sob a direcção de Giovanni Legrenzi onde foi corista na Catedral de San Marco em Veneza, onde aprendeu vários instrumentos. Em 1699 mudou-se para Mântua, onde se tornou Mestre di cappella Charles IV, Duque de Mântua.
Foi um dos mais prolíficos autores da sua geração. Caldara ocupou cargos importantes em Mântua, Roma e Viena, num momento em que a música vocal italiana estava a atravessar um processo de desenvolvimento rápido. 
Durante os anos seguintes, fez inúmeras viagens na Itália e no estrangeiro. Em 1708 é contratado pelo arquiduque Carlos, e mudou-se para Barcelona, onde compõe várias óperas que representam as primeiras óperas italianas da Península Ibérica. Sua ópera Il più bel nome nei festeggiarsi il Nome Felicissimo di Sua Maestà Cattolica Elisabetha Christina Regina delle Spagne é apresentada na Llotja de Mar, em Agosto de 1708, para celebrar o casamento do arquiduque com Elisabeth Christine de Brunswick-Wolfenbüttel.
Caldara, irá influenciar a escola de Mannheim, bem como Haydn e Mozart.

## Obras
- Maddalena ai piedi di Cristo (Oratório, c. 1700)
- Santo Stefano, primo Re d'Ungheria (Oratório, 1713)
- La Conversione di Clodoveo Re di Francia (Oratório, 1715)
- Il Re del dolore (Oratório, 1722)
- La Passione di Gesù Cristo Signor Nostro (Oratório, 1730)
- Sant'Elena al Calvario (Oratório, 1731)
- La morte d'Abel (Oratório, 1732)
- Sebben, crudele (Ária)
- D'improvviso (Cantata)
- Pur Dicesti, O Bocca Bella  (Ária)
- Alma Del Core (Ária)
- Selve amiche (Ária)